# Cementerio de los Ingleses en San Sebastián
El cementerio de los ingleses en San Sebastián (España)  situado en una ladera del monte Urgull, es un pequeño camposanto de gran importancia histórica.
Fue inaugurado en el contexto de la Primera Guerra Carlista (1833-1840),  y alberga principalmente los restos de oficiales pertenecientes a la Legión Auxiliar Británica que acudieron en apoyo de las tropas isabelinas o liberales en el trascurso de dicho conflicto.
Dado que muchos de los fallecidos no profesaban la fe católica, no podían ser enterrados en los cementerios consagrados, por lo que se les dio sepultura en este lugar.

## Descripción histórica
En la primera guerra carlista  se enfrentaron los carlistas, leales a Carlos María Isidro de Borbón y partidarios de un régimen absolutista, frente a los isabelinos, vinculados a Isabel II y partidarios de un régimen más liberal.
La mayor parte de los militares enterrados en Urgull eran oficiales que formaban parte de la Legión Auxiliar Británica que a las órdenes del teniente general Sir George de Lacy Evans combatieron a favor de los derechos de Isabel II y en la defensa de  los ideales liberales de quienes la apoyaban, entre los que se encontraba  la ciudad de San Sebastián.
Este cuerpo militar formado por más de 10 000 voluntarios de todo tipo y condición social, actuó principalmente en la provincia de Guipúzcoa, teniendo como base principal de operaciones la ciudad de San Sebastián.
En los alrededores de la sitiada ciudad de San Sebastián se dieron importantes combates como en el   alto de Ayete o el monte Oriamendi. donde hubo muchas bajas.
Al producirse las primeras bajas británicas, se planteó un problema al no existir en el cementerio de la ciudad, situado en San Martín, ninguna zona para inhumaciones de fallecidos no católicos. 
Por éste motivo se procedió a los enterramientos de los oficiales en el monte Urgull. 
Las primeras inhumaciones se producirían de manera provisional, en espera de los trabajos de construcción de los futuros panteones para los oficiales más privilegiados. El resto se quedarían reducidas a un simple montículo de tierra y una cruz de madera, que el tiempo y un mal estado de conservación se encargaría de borrar.
En los siguientes  años el lugar se fue deteriorando y en 1924 hubo una reforma y se levantó un monumento en el lugar. A éste acto asistió la reina Victoria Eugenia, la reina viuda María Cristina, el entonces príncipe de Asturias Don Alfonso y su hermano el infante Don Jaime, el enviado especial por el gobierno inglés, Sir Charles Oman, el embajador de este país en Madrid, el embajador de España en Londres, señor Merry del Val, y el embajador de los Estados Unidos de América.

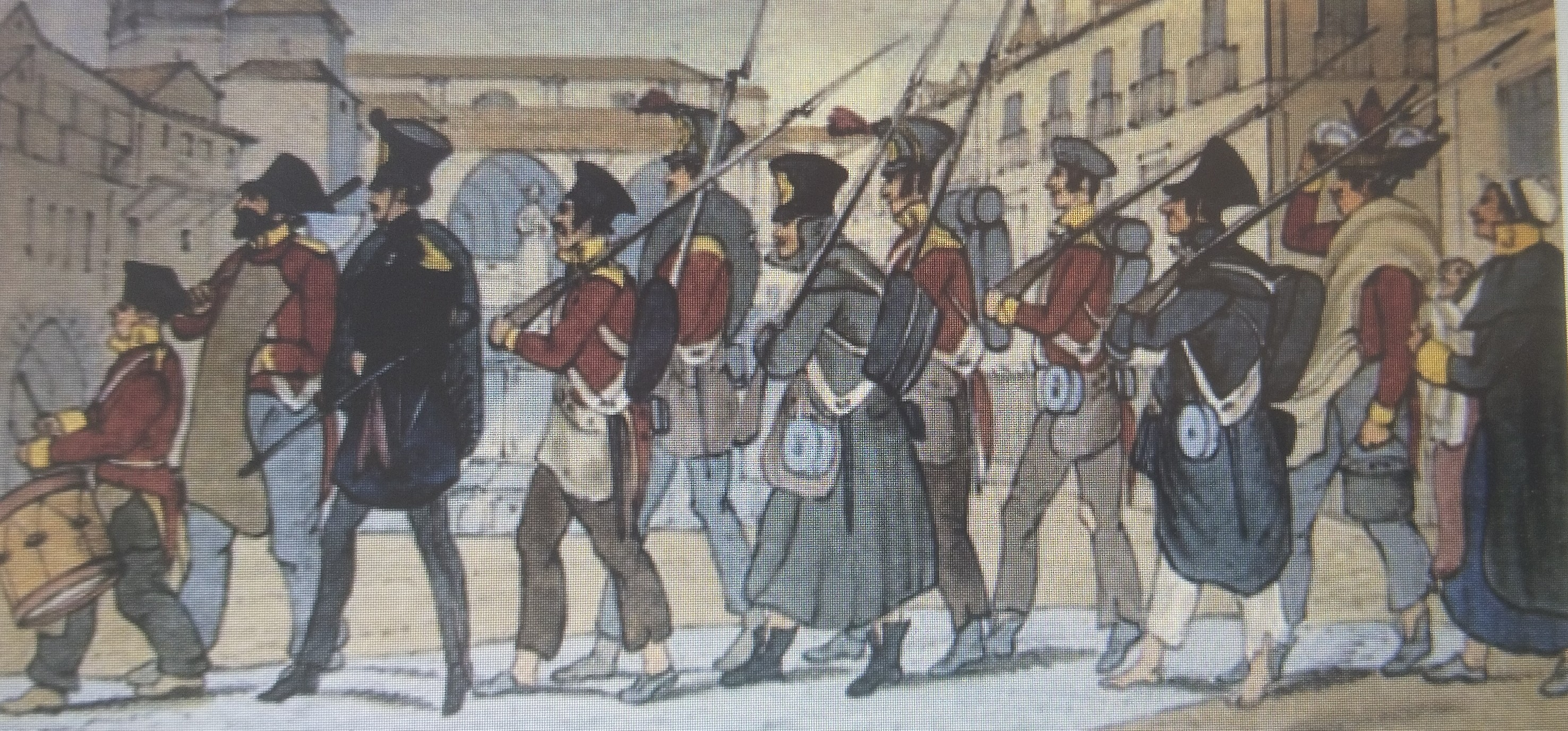
Soldados de la Legión Auxiliar Británica en 1837

## Lápidas conocidas
Las tumbas pertenecen única y exclusivamente a militares ingleses muertos en acción durante la primera guerra carlista.   
Hay varias  excepciones como  la del Mariscal de Campo liberal Manuel Antonio de Gurrea (Olite) o la de Sara y su hija de corta edad, que llegaron a España siguiendo los pasos de su esposo y padre, John Callender, médico cirujano, inspector general de los Hospitales de la Legión.
Sara falleció en San Sebastián en 1837 y su hija había muerto en Santander con anterioridad, a la edad de 22 meses. John Callander sería condecorado con la Real Orden de San Fernando de Primera Clase. 
Coronel Oliver de Lancey (1803, Isla de Guernsey) ; Coronel Willian Tupper (1804 Isla de Guernsey) ; teniente Henry Backhouse;  F.C. Ebsworth ; Courtenay Chadwicke ; Duncan McFarlin;  Alférez R. Pheelan ; los soldados Howard, Newman, Gates, Smith…

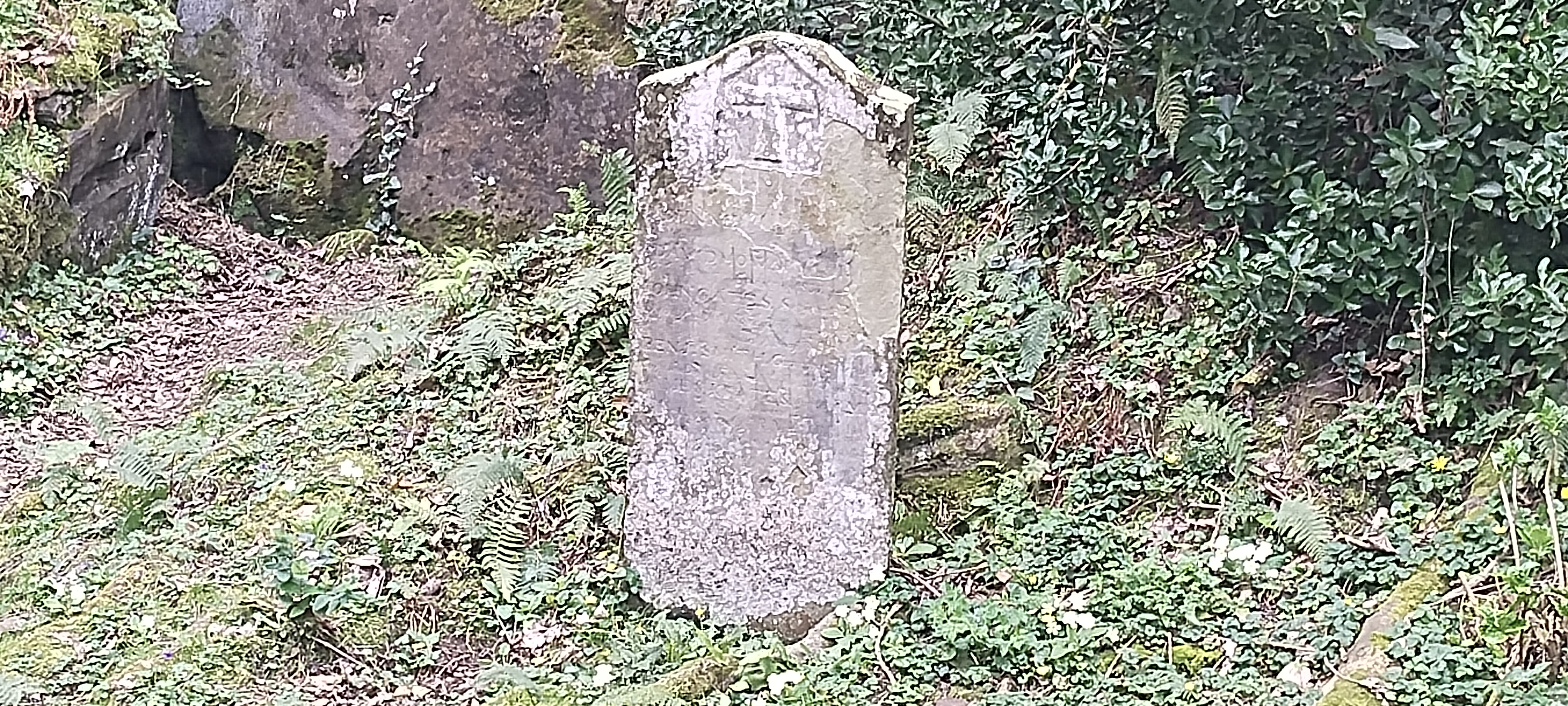
Tumba de un soldado inglés en el monte Urgull

No todos los que están enterrados en este  lugar tienen un nombre y apellido, y por ello es posible apreciar mensajes como “a los héroes que sólo Dios conoce”. Premisa con la que quisieron recordar a aquellos soldados enterrados a los que jamás se pudo identificar. 
Sin duda otros  enterramientos han quedado difuminados con el paso del tiempo como los del alférez Dupont; alférez R. Pheelan: mayor Michel; Duncan Mc Farlin o  Courtenay Chadwicke.

## Epílogo
Sirva de epílogo las palabras del Alcalde Juan José Prado en la remodelación del cementerio en 1924:
Con profunda emoción y respeto asistimos hoy a la visita que la madre Inglaterra hace al cementerio de los suyos. Cada donostiarra llevará en su corazón grabadas las palabras: ‘Inglaterra nos confía sus gloriosos rostros’. Nuestra gratitud velará en eterno reposo”,
Las lápidas, después de muchos años, parecen haberse integrado con la propia naturaleza hasta formar parte del mismo Urgull. Las piedras ahora muestran musgo a su alrededor y cada vez puede verse cómo el color verde del monte ha terminado por abrazar muchas de las sepulturas británicas.